# Edith Windsor

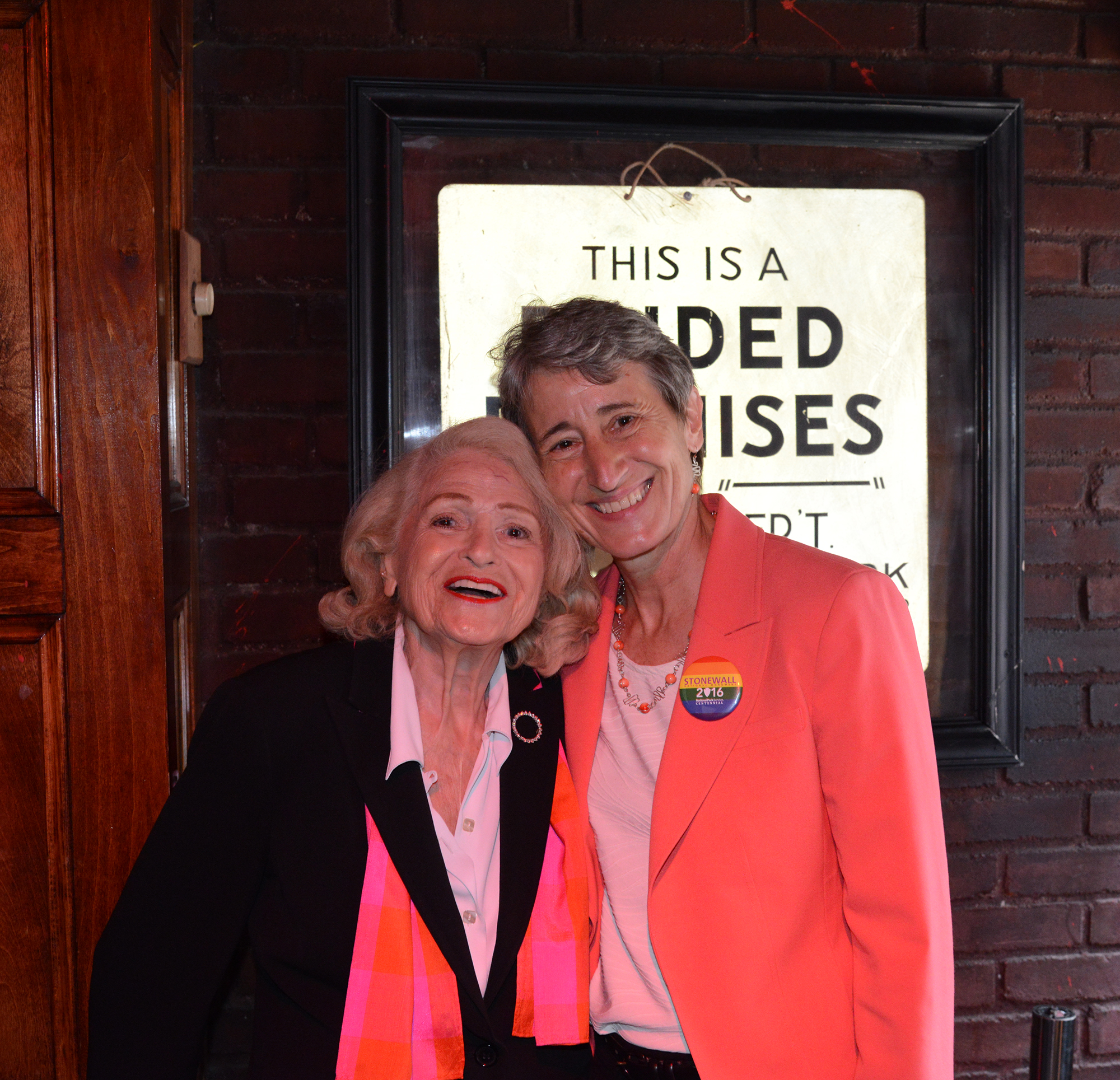
Edie Windsor and Secretary of the Interior Sally Jewell

Edith "Edie" Windsor (nhũ danh Schlain; ngày 20 tháng 6 năm 1929 – 12 tháng 9 năm 2017) là một nhà hoạt động về quyền LGBT của Mỹ và là người quản lý công nghệ tại IBM. Bà là nguyên đơn đứng đầu trong Tòa án tối cao Hoa Kỳ trong vụ việc Hoa Kỳ và Windsor (United States v. Windsor) và đã lật ngược thành công Mục 3 của Đạo luật Bảo vệ Hôn nhân. Đây được coi là một thắng lợi pháp lý mang tính bước ngoặt cho phong trào hôn nhân đồng tính ở Hoa Kỳ.

## Tuổi thơ và học vấn
Windsor ra đời tại Philadelphia, Pennsylvania, là thành viên trẻ nhất trong 3 anh chị em thuộc gia đình James và Celia Schlain, một gia đình nhập cư người Nga gốc Do Thái. Hồi còn nhỏ, do sự ảnh hưởng của cuộc Đại khủng hoảng kinh tế, bố của bà đã đánh mất tiệm bán kem - kẹo và cả chỗ ở gia đình ở tầng trên. Ở trường, bà từng phải trải qua sự bài Do Thái. Trong suốt quãng thời gian đi học, bà đã từng hẹn hò với các bạn trai cùng tuổi, nhưng sau này nói rằng bà nhớ là bà có tình cảm với các bạn gái khác.